# إيرني غرين
إيرني غرين (بالإنجليزية: Ernie Green)‏ هو لاعب كرة قدم أمريكية أمريكي، ولد في 15 أكتوبر 1938 في كولومبوس في الولايات المتحدة.

## وصلات خارجية
- إيرني غرين على موقع مرجع كرة القدم المحترفة.كوم (الإنجليزية)
- إيرني غرين على موقع إن إن دي بي (الإنجليزية)